# Samurai Warriors: Katana
Samurai Warriors: Katana (戦国無双 KATANA, Sengoku Musō Katana) é um jogo eletrônico feito para o Wii
na pré-conferência na E3 da Nintendo. O jogo situa-se no Japão feudal e é baseado na serie Samurai Warriors pela Koei e Omega Force, uma subsidiária da serie Dynasty Warriors.

## Jogabilidade
Joga-se com o Wii Remote e o Nunchuk acoplado, e a ação é vista em primeira pessoa. Em batalha, o jogador é equipado com uma arma branca (como uma espada ou lança) e uma arma de alcance (como um arco e flecha ou canhão). O jogador pode livremente trocar entre a arma branca e a arma de alcance durante combate. Os ataques são feitos através  do pressionamento do botão de ataque no Wii Remote para atacar inimigos sozinhos, ou por ataques à base de movimento que podem danificar grupos. O jogo também inclui um modo multijogador competitivo para dois jogadores.
Fora de combate, há seqüências corriqueiras onde o jogador tem que mover os braços com o Wii Remote e Nunchuk em mão para estimular os braços movendo como se estivesse correndo. Equitação também está inclusa, com o Wii Remote fazendo a função das rédeas enquanto o Nunchuk é usado como açoite.